# Himno de mi corazón (canción)
«Himno de mi corazón» es una canción, cortada como sencillo de difusión, de la banda argentina Los Abuelos de la Nada, compuesta Miguel Abuelo y Cachorro López e interpretada por el vocalista y líder Miguel Abuelo, incluida como pista seis de su tercer álbum Himno de mi Corazón, editado en 1984.
La canción se convirtió en una de las más emblemáticas de todo el rock en español: logró el puesto 50° en el ranking de las 100 mejores canciones del rock argentino por la Rolling Stone Argentina y MTV en 2002, puesto 13° en un ranking similar hecho en 2007 por Rock.com.ar, y puesto 213° en el ranking de las 500 mejores canciones iberoamericanas de rock por la revista estadounidense Al Borde en 2006.

## Letra
Sobre la palma de mi lengua

vive el himno de mi corazón.
Siento la alianza más perfecta
que en justicia me une a vos.
La vida es un libro útil
para aquel que puede comprender,
tengo confianza en la balanza
que inclina mi parecer
Nadie quiere dormirse aquí
algo puedo hacer
tras haber cruzado la mar
te seduciré
por felicidad yo canto
Nada me abruma ni me impide
en este día que te quiera amor
naturalmente mi presente
busca florecer de a dos
nada hay que nada prohiba
ya te veo andar en Libertad
que no se rasgue como seda
el clima de tu corazón
Nadie quiere dormirse aquí
algo debo hacer
tras haber cruzado la mar
te seduciré

sólo por amor lo canto.
Himno de mi corazón, Los Abuelos de la Nada, 1984.

## Músicos
- Miguel Abuelo: voz principal y coros
- Andrés Calamaro: sintetizadores, sampler, secuenciador y coros
- Cachorro López: bajo y coros
- Alfredo Desiata: saxofón
- Polo Corbella: pads electrónicos y caja de ritmos

Miembros adicionales
- Kubero Díaz: coros
- Nito Mestre: coros
- Mark Liberg: coros
- Judith Black: coros
- Luciana Diaz: coros
- Ruben Villano: coros
- Quino Martínez Niebla: coros

## Otras versiones
Himno de mi corazón sería incluido en el álbum en vivo Los Abuelos en el Ópera por el grupo en 1985, también ha sido interpretada por Sergio Denis; Diego Torres; Mercedes Sosa y León Gieco; Vicentico; Abel Pintos con Mercedes Sosa y Andrés Giménez, entre otros artistas.
En enero de 2022 se editó en Alemania un remix en versión deep house (una variante de la música dance electrónica) hecho por DJ Verlk y lanzado por el sello Get Physical. Actualmente es un éxito en las pistas europeas de éste estilo.